# Tielmes
Tielmes bezeichnet einen Ort und eine Gemeinde (municipio) mit 2.810 Einwohnern (Stand: 2024) im Südosten der Autonomen Gemeinschaft Madrid in Zentralspanien. Die katholische Kirchengemeinde gehört zum Bistum Alcalá de Henares.

## Lage und Klima
Der Ort Tielmes liegt am Unterlauf des Río Tajuña im Südosten der Autonomen Gemeinschaft Madrid in einer Höhe von ca. 590 m. Die Entfernung zur nördlich gelegenen Stadt Alcalá de Henares beträgt etwa 32 km (Fahrtstrecke), die zur nordwestlich gelegenen Hauptstadt Madrid knapp 50 km. Das Klima ist gemäßigt bis warm; die eher geringen Niederschläge (ca. 450 mm/Jahr) fallen überwiegend im Winterhalbjahr.

## Bevölkerungsentwicklung
| Jahr      | 1857 | 1900  | 1950  | 2000  | 2019  |
| Einwohner | 833  | 1.357 | 1.694 | 1.922 | 2.650 |

Wegen der relativen Nähe zum Großraum Madrid ist seit den 1990er Jahren ein deutliches Bevölkerungswachstum zu verzeichnen, welches im Wesentlichen auf Zuwanderer aus den ländlichen Gebieten des Umlands zurückzuführen ist.

## Wirtschaft
Die Gemeinde lebte jahrhundertelang ausschließlich vom Getreideanbau (Gerste und Weizen), der hauptsächlich zur Selbstversorgung betrieben wurde; der Anbau von Oliven und Wein spielte ebenfalls eine große Rolle. Auch Viehhaltung (Schafe, Ziegen, Hühner) fand in geringem Maße statt. Der Ort Tielmes diente jahrhundertelang als merkantiles, handwerkliches und kulturelles Zentrum für die inzwischen zumeist verschwundenen Weiler und Einzelgehöfte in seiner Umgebung. Heute spielt die Landwirtschaft immer noch die wichtigste Rolle im wirtschaftlichen Leben der Gemeinde, doch sind auch kleinere Handwerks- und Industriebetriebe ansässig.

## Geschichte
Aufgrund der Nähe zum Río Tajuña sollten die meisten Völkerschaften der spanischen Geschichte (Kelten, Römer, Westgoten sowie Araber und Berber) in Tielmes ihre Spuren hinterlassen haben, doch haben diesbezügliche Grabungsansätze bislang nichts Wesentliches zutage fördern können. Im Mittelalter und noch danach gehörte der Ort zum Bezirk (alfoz) von Alcalá de Henares.

## Sehenswürdigkeiten

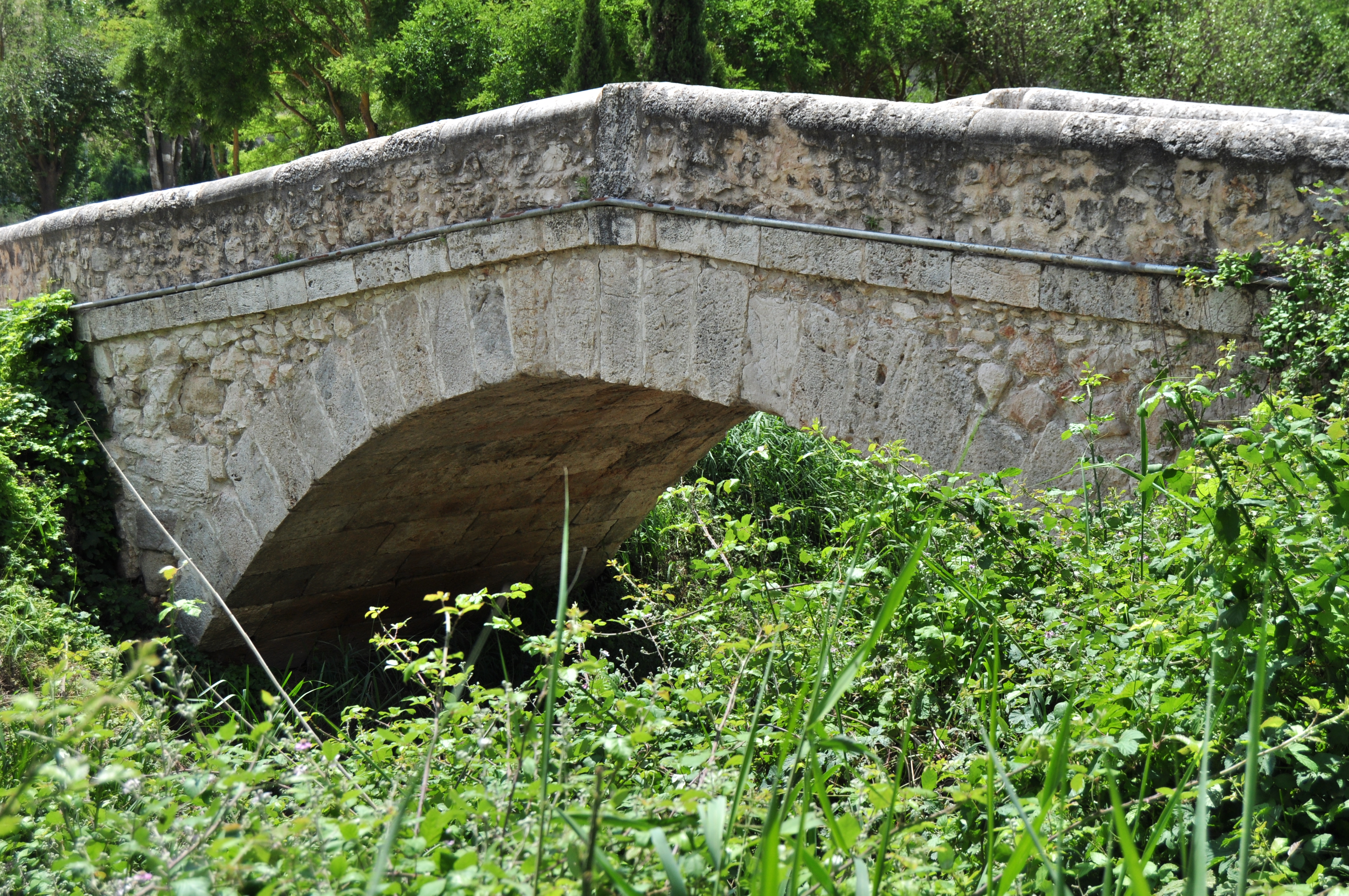
Tielmes – Puente viejo

- Die Pfarrkirche (Iglesia de Santos Justo y Pastor) ist den beiden frühchristlichen Märtyrern Justus und Pastor geweiht, die angeblich in Tielmes geboren und um das Jahr 304 vor den Stadtmauern von Alcalá de Henares gefoltert und enthauptet wurden. Während die Westfassade zur Gänze aus Ziegelstein errichtet ist, besteht die Südseite des 1637 begonnenen und 1787 vollendeten Kirchenbaus aus der bereits in römischer Zeit bekannten Kombination von Ziegel- und Bruchsteinen; in Spanien wird diese Kombination Mudéjar-Stil genannt. Zwei Portale – eines im Westen und eines auf der Südseite – führen in das einschiffige, aber mit einem Querschiff versehene Innere der Kirche, das komplett verputzt ist.[5]
- Das Museo Casa-Cueva wurde in einer in den Fels gehauenen Wohnhöhle eingerichtet.[6]
- Eine einbogige, in der Mitte leicht erhöhte Steinbrücke (Puente viejo) aus dem frühen 17. Jahrhundert überquert den Río Tajuña.[7]
- Das öffentliche Waschhaus (lavadero) ist ein Bau aus dem Jahr 1927.[8]